# 若林徹也
若林 徹也（わかばやし てつや、1942年（昭和17年）7月3日 - ）は、日本のフィールドホッケー選手。

## 経歴・人物
明治大学出身。1964年東京オリンピックで男子トーナメントに出場した。